# Fuchsia excorticata

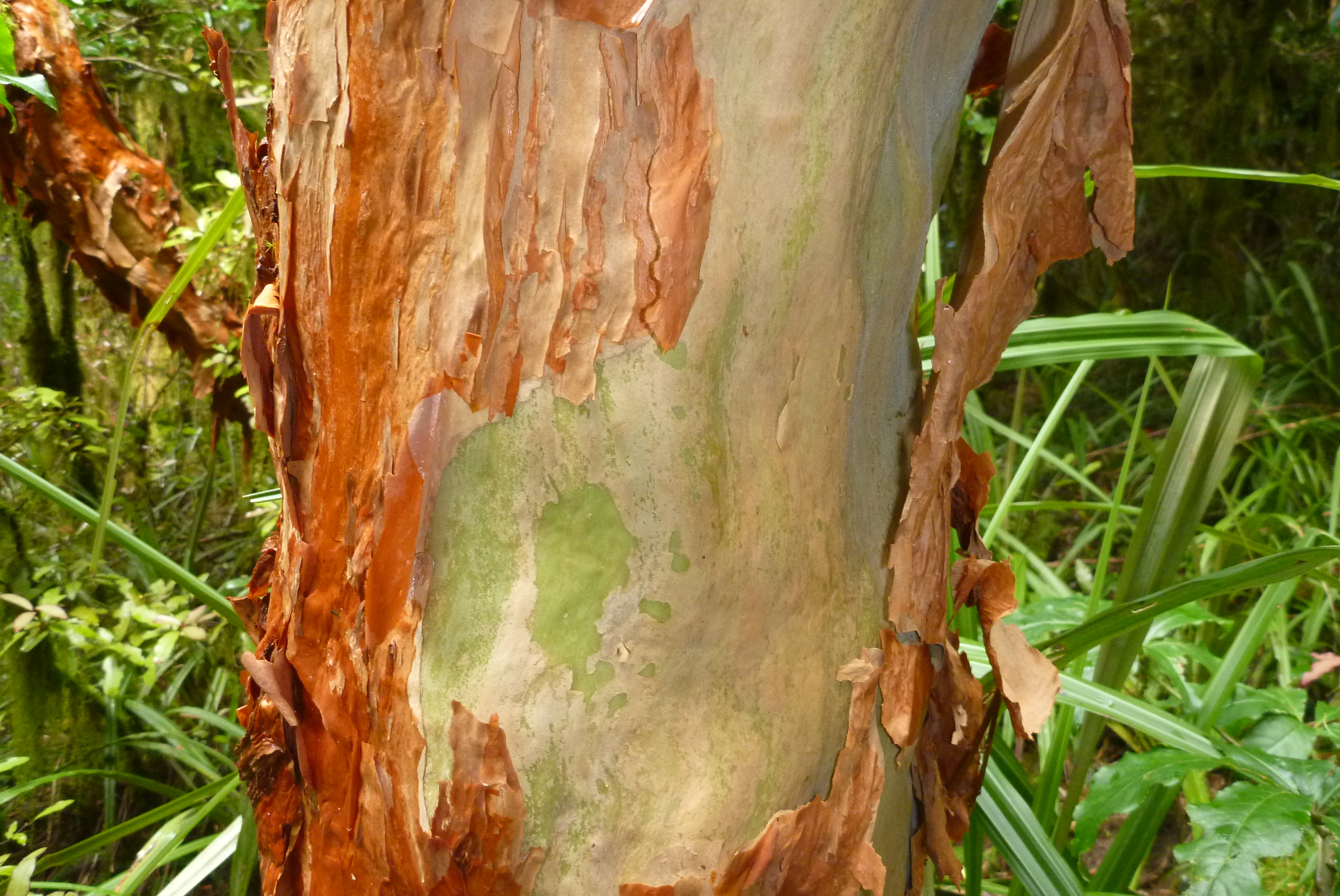
Ritidoma de Fuchsia excorticata.

Fuchsia excorticata (J.R.Forst. & G.Forst.) L.f., 1781, conhecida pelo nome comum de kōtukutuku, é uma árvore nativa da Nova Zelândia pertencente à família Onagraceae.

## Distribuição
F. excorticata é uma espécie com distribuição natural restrita à Nova Zelândia, onde ocorre nas grandes ilhas e nas ilhas Auckland, desde o nível do mar até aproximadamente aos 1 000 msnm, particularmente ao longo de ribeiros e rios.

## Descrição
O kōtukutuku é fácil de reconhecer no seu ambiente natural pelo aspecto particular do seu ritidoma (casca), que se desprende espontaneamente, soltando-se em tiras avermelhadas com consistência semelhante a papel que deixam à vista uma casca de coloração pálida por debaixo.
A espécie é o maior membro do género Fuchsia, crescendo até uma altura de 15 m. Alguns espécimes conseguem uma grande longevidade, apresentando troncos nodosos com mais de um metro de diâmetro.
A baga, conhecida por kōnini, é de cor negra ou violácea, alongada a cilíndrica, com  10–12 mm de comprimento, doce e sumarenta, sendo um dos frutos favoritos dos maori. A planta é cultivada para utilização em compotas e preparações frutadas.
A introdução na Nova Zelândia do marsupial Trichosurus vulpecula causou um sério declínio na abundância da espécie, já que o kōtukutuku parece ser uma das fontes de alimento preferidas por aquela espécie invasora, que atacam a folhagem de F. excorticata ao ponto de causarem tal desfoliação que as árvores morrem.
A espécie Fuchsia excorticata foi descrita por Johann Reinhold Forster e Georg Forster como Skinnera excorticata e  publicada em Supplementum Plantarum 217. 1781[1782]. A etimologia do nome genérico Fuchsia, termo criado por Charles Plumier em finais do século XVII, provém do nome do botânico alemão Leonhart Fuchs (1501-1566). O epíteto específico excorticata é uma palavra latina que significa "com a casca removida".

## Galeria

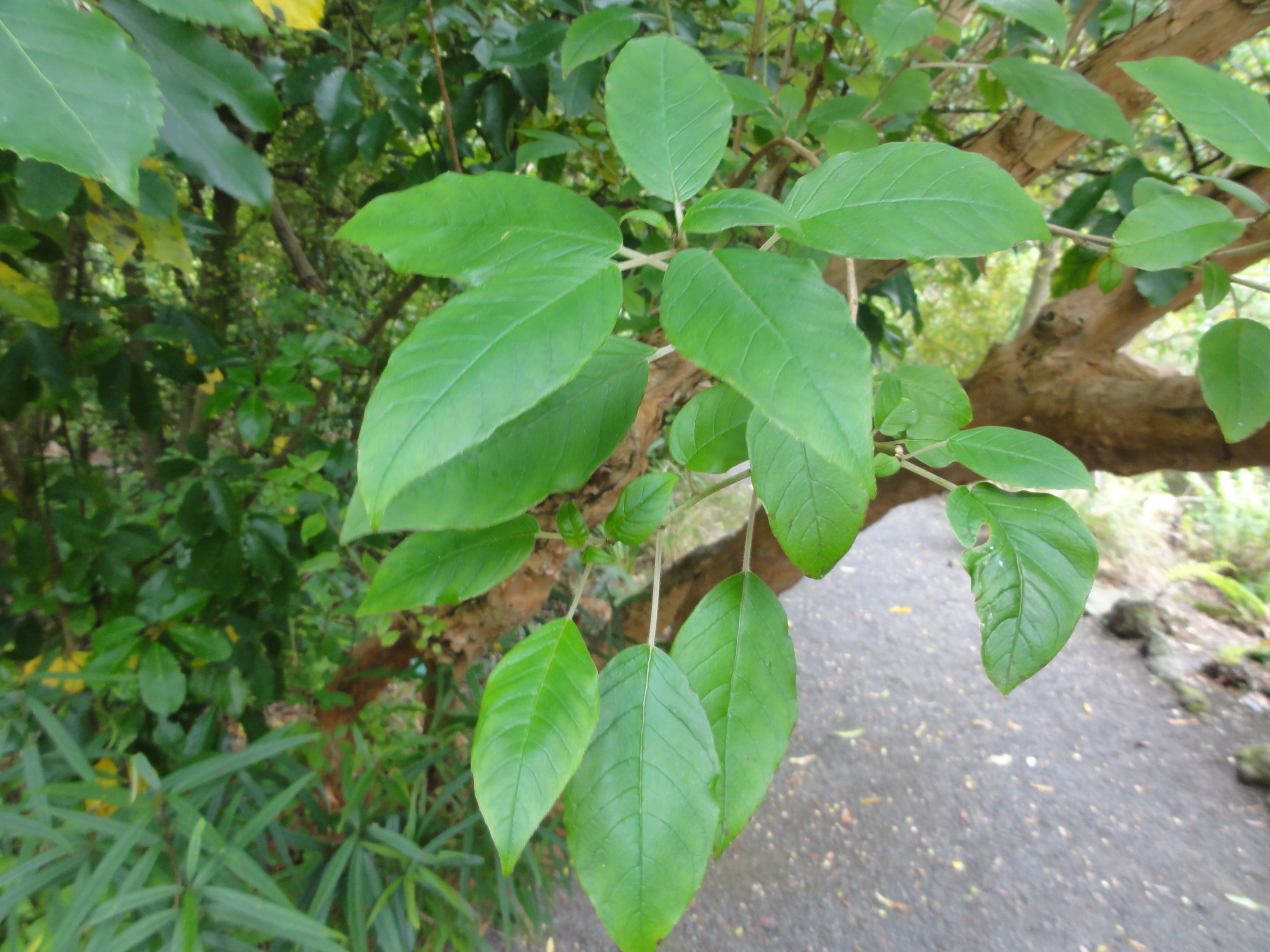
Folhagem.
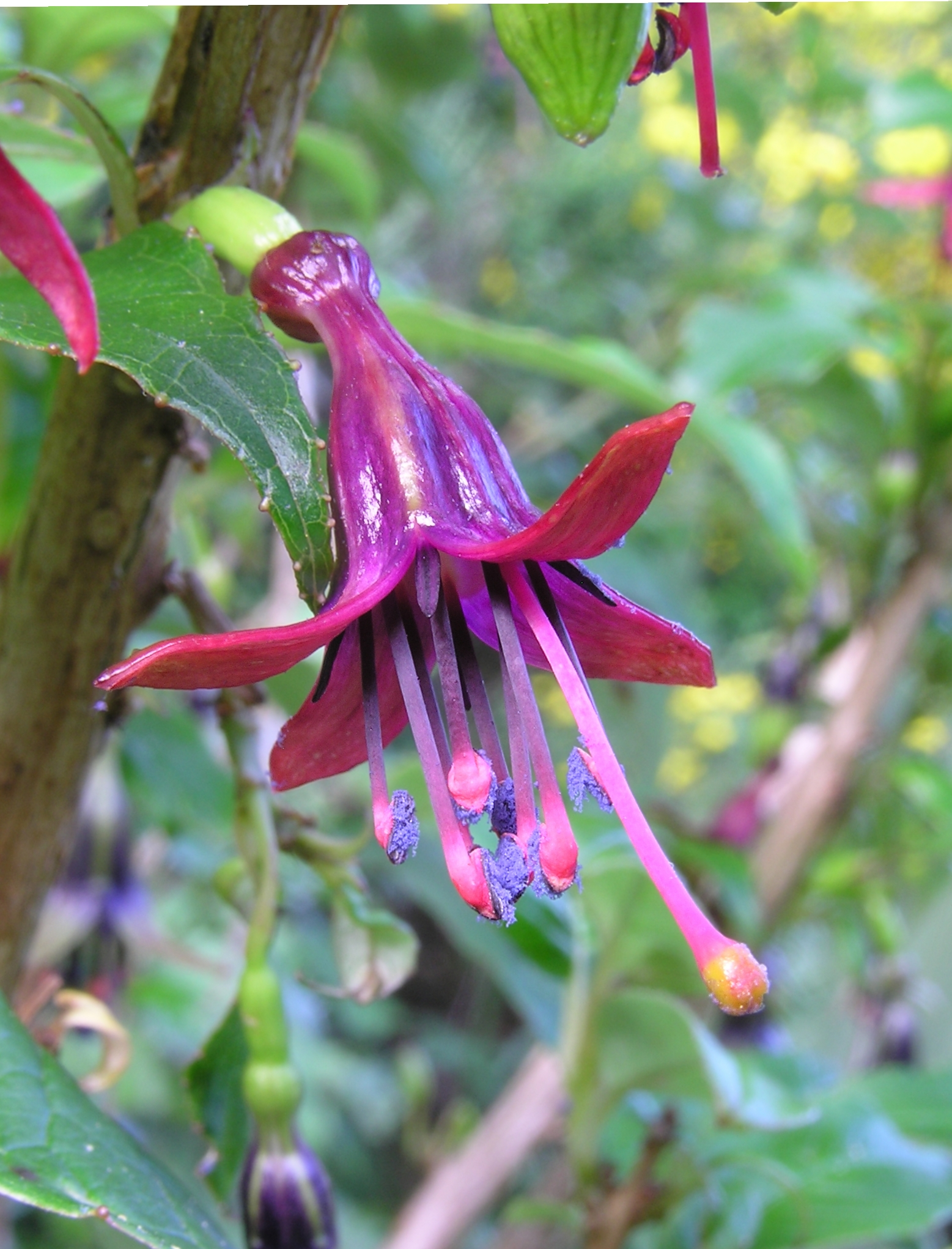
Flor e fruto nascente.
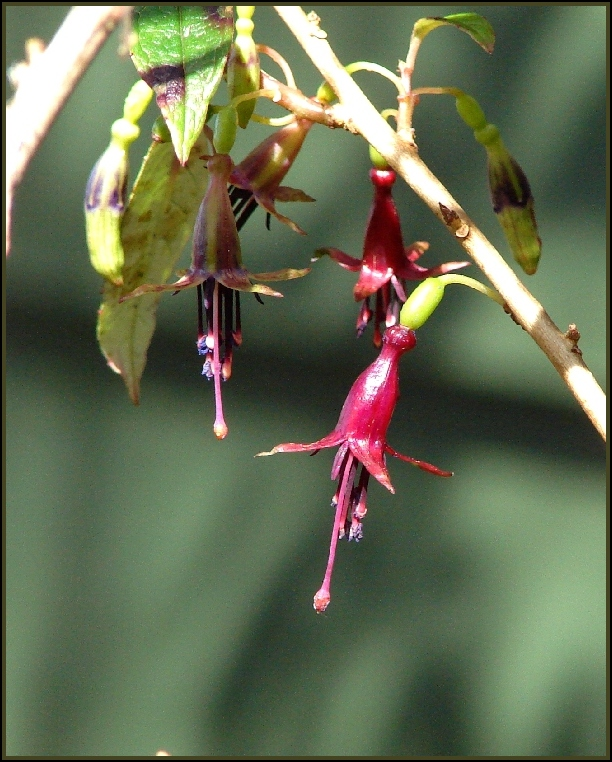
Flores.
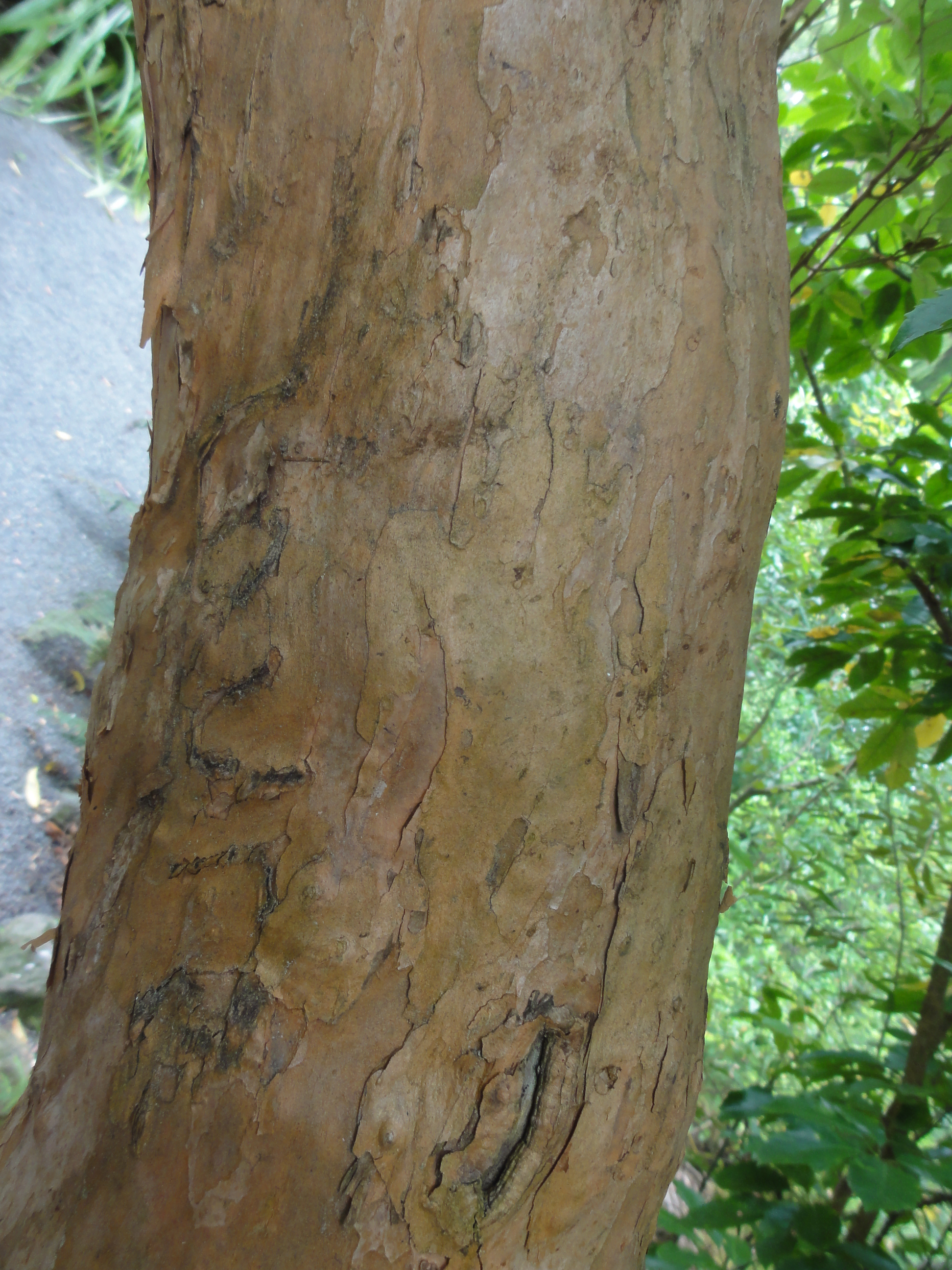
Casca de espécime juvenil.